# 清川 (福岡市)
清川（）は、福岡県福岡市中央区の町名。現行の行政地名は、清川一丁目から三丁目まで（住居表示実施済）。面積は276,660平方メートル (27.67 ha)。2023年5月末現在の人口は6,644人。郵便番号は810-0005。

## 地理

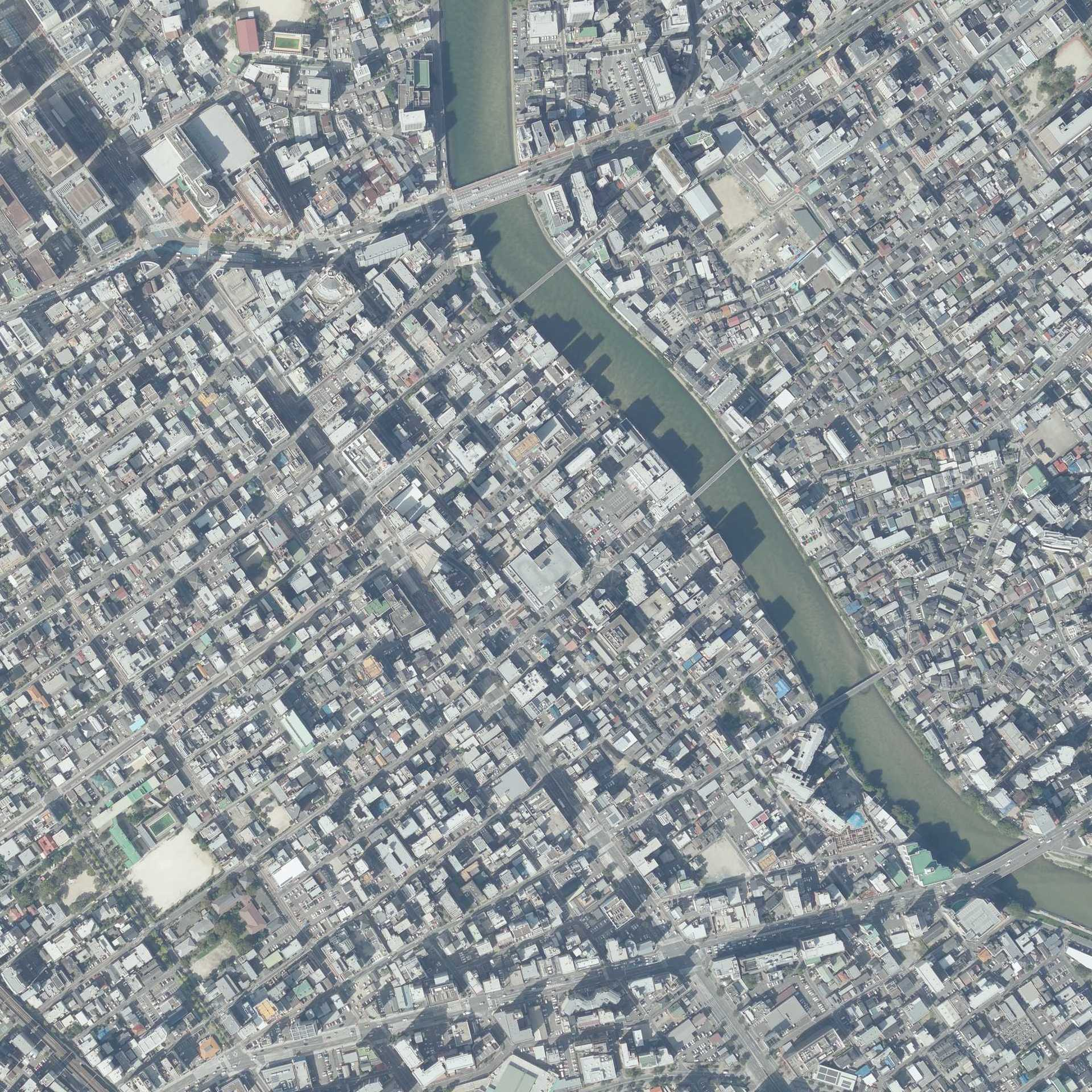
土地利用の状況

福岡市の「都心部」とされる中央区天神等の南東約1.8キロメートル、中央区の南東端、福岡県道602号後野福岡線（日赤通り）の東側に位置する。北西で住吉通りを挟んで渡辺通（）及び春吉（）と、北東で那珂川を介して博多区住吉（）及び美野島（）と、南東で百年橋通りを挟んで那の川と、南西で日赤通りを挟んで高砂（）と隣接する。土地利用については、北側の住吉通り沿いには、スーパーマーケットサニー渡辺通店や清川サンロード商店街といった商業施設があり、賑わいを見せている。また、日赤通り側には、2005年に福岡放送がサンセルコから、2008年にはエフエム福岡が渡辺通の九州電力本社ビル（通称・電気ビル別館）から、それぞれ新たに建てた社屋に移転した。一歩路地裏に入ると、閑静な住宅街になっている。

### 河川
清川の北東側に次の河川の河口が横断している。
- 那珂川（二級河川）

### 都市計画等
清川を含む地区の都市計画における位置づけについては、2012年（平成24年）12月21日に策定された『第9次福岡市基本計画』の「都市空間構想図」において、「都心部」に含まれている。都心部のなかでも特に天神・渡辺通地区、博多駅周辺地区、ウォーターフロント地区（博多ふ頭及び中央ふ頭）の3地区が都心部の核とされており、清川を含む地区は天神・渡辺通地区の南に位置する。都市計画に関しては、「福岡市都市計画マスタープラン」において定められた方針については次のとおりである。環境資源に関しては、那珂川の河川沿いが散策・憩いの場となるとともに、緑と広がりのある景観が連続したゆとりと潤いのある水辺空間として「河川緑地軸」に位置付けられている。交通ネットワークに関しては、都市の骨格となる福岡県道602号後野福岡線（日赤通り）及び福岡県道555号桧原比恵線（百年橋通り）の沿道や幹線道路である福岡市道博多駅草ヶ江線（住吉通り）の沿道は、商業、業務、サービス施設や中高層住宅などが連続した「都市軸」や「沿道軸」に位置付けられている。土地利用については、全域が住宅を中心に都心機能を支援する業務施設、商業施設が共存する「複合市街地ゾーン」に位置付けられ、職住が調和した複合市街地づくりと良好な街並みの形成などがまちづくりの視点とされている。今後の課題については、清川のほぼ全域が太平洋戦争の後に進められた戦災復興都市計画による土地区画整理事業の施工地区から外れ、古くから市街地が形成されている地区であり、幅員4メートル未満の狭隘道路が多く、また、三丁目の一部に建築後30年以上の木造住宅も多いため、災害時の安全性などが懸念されている。用途地域については、清川の全域が商業地域に指定されている。

## 語源
地名の清川は北東側を流れる那珂川に由来すると考えられている。

## 歴史
江戸時代から博多の花街は現在の博多区下呉服町にあり、京都の万里小路の柳町に倣い「柳町」と呼ばれて栄えてきた。しかし、1909年（明治42年）に福岡医科大学（現・九州大学医学部）の設置が決定し、柳町の遊廓は渡辺與八郎の尽力で当時「住吉村高畑」と呼ばれていたこの地に移転、「新柳町」として新たな歴史を歩み始める。
「新柳町」はその後、長崎の丸山、熊本の二本木と並ぶ大きな花街として栄えたが、1945年（昭和20年）の福岡大空襲で町の半分が焼失した。戦後、再び赤線として再興したが、1958年（昭和33年）の売春防止法施行により、その歴史に幕を閉じた。現在も往時の全盛の面影が垣間見える建物がいくつか残っている。

### 町域の変遷
| 住居表示実施後               | 実施年月日         | 住居表示実施前（各大字の一部）                                                                                     |
| ---------------------------- | ------------------ | --- |
| 清川一丁目から清川三丁目まで | 1962年（昭和37年） | 新柳町一丁目から三丁目まで・桜町・西本町・上桜町・六月田町・高畑新町・高砂町・住ノ江町・幸ノ町・大字春吉・大字住吉 |

## 人口
清川一丁目から三丁目までについて人口の推移を福岡市の住民基本台帳（公称町別）に基づき示す（単位：人）。集計時点は各年9月末現在である。
- 2001年（平成13年）：3,944
- 2002年（平成14年）：4,072
- 2003年（平成15年）：4,219
- 2004年（平成16年）：4,483
- 2005年（平成17年）：4,635
- 2006年（平成18年）：4,756
- 2007年（平成19年）：4,909
- 2008年（平成20年）：4,876
- 2009年（平成21年）：4,912
- 2010年（平成22年）：4,964
- 2011年（平成23年）：5,140
- 2012年（平成24年）：5,245
- 2013年（平成25年）：5,239
- 2014年（平成26年）：5,226
- 2015年（平成27年）：5,345
- 2016年（平成28年）：5,542
- 2017年（平成29年）：5,733
- 2018年（平成30年）：5,855
- 2019年（令和元年）：6,024
- 2020年（令和2年）：6,094
- 2021年（令和3年）：6,259
- 2022年（令和4年）：6,460

## 交通

### 道路
主な幹線道路は次の通り。

#### 県道
- 福岡県道555号桧原比恵線（百年橋通り）
- 福岡県道602号後野福岡線（日赤通り）

#### 市道
市道のうち主な幹線道路は次の通り。
- 福岡市道博多駅草ヶ江線（幹線一級市町村道、住吉通り）
- 清川ロータリー（清川のほぼ中央にあるラウンドアバウト、写真：北西から、北東から、南東から、南西から）[注釈 3][17][18]

施設の写真
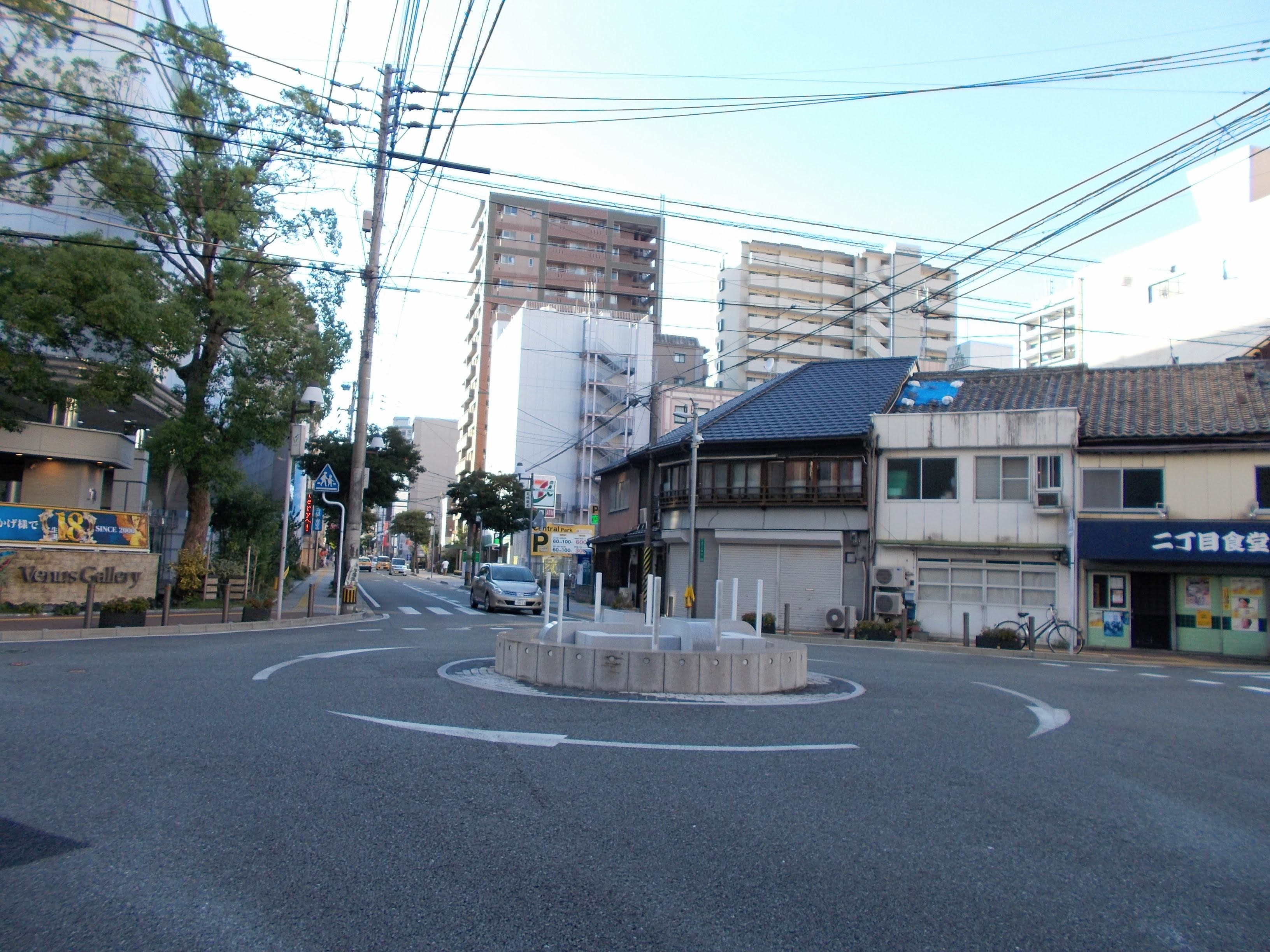
清川ロータリー（ラウンドアバウト）

### 鉄道
鉄道については、町域の北方に福岡市交通局が運営する地下鉄の福岡市地下鉄七隈線が通っており、町外ではあるが、最寄りの駅は次のとおりである。
- 渡辺通駅（距離は道程で約0.2～1.4キロメートル）
- 薬院駅（距離は道程で約0.5～1.6キロメートル）

また町域の西方に西日本鉄道の西鉄天神大牟田線が通っており、町外ではあるが、最寄りの駅は次のとおりである。
- 薬院駅（上記の薬院駅と一体で福岡市地下鉄七隈線も乗り入れる。）
- 西鉄平尾駅（距離は道程で約0.7～1.8キロメートル）

### バス
バスについては、西日本鉄道株式会社が運営する西鉄バスが近くを運行しており、一部町外も含むが、次の停留所がある。
- 日赤通り沿い：渡辺通一丁目 FM福岡前、高砂、高砂二丁目
- 住吉通り沿い：柳橋
- 百年橋通り沿い：那の川（九電工前）

## 主な施設

### 公共・公益施設
- 一丁目
  - 稲荷橋（河川水位のライブカメラ[20]）
- 二丁目
  - 清川中公園[注釈 4]
- 三丁目
  - 清川交番（所属警察署：福岡県警察中央警察署）[注釈 5]
  - 清川公園[注釈 6]

公共・公益施設の写真
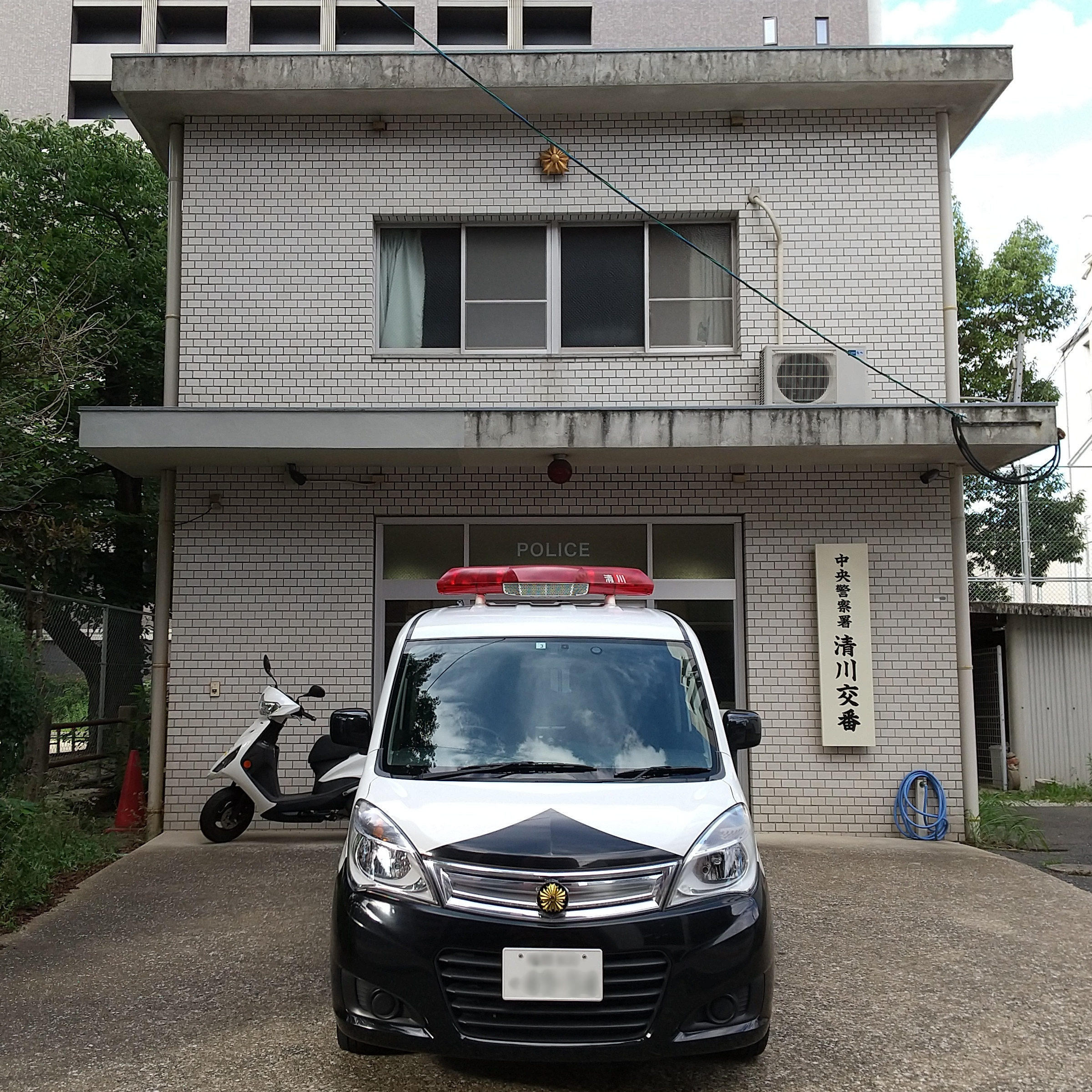
清川交番
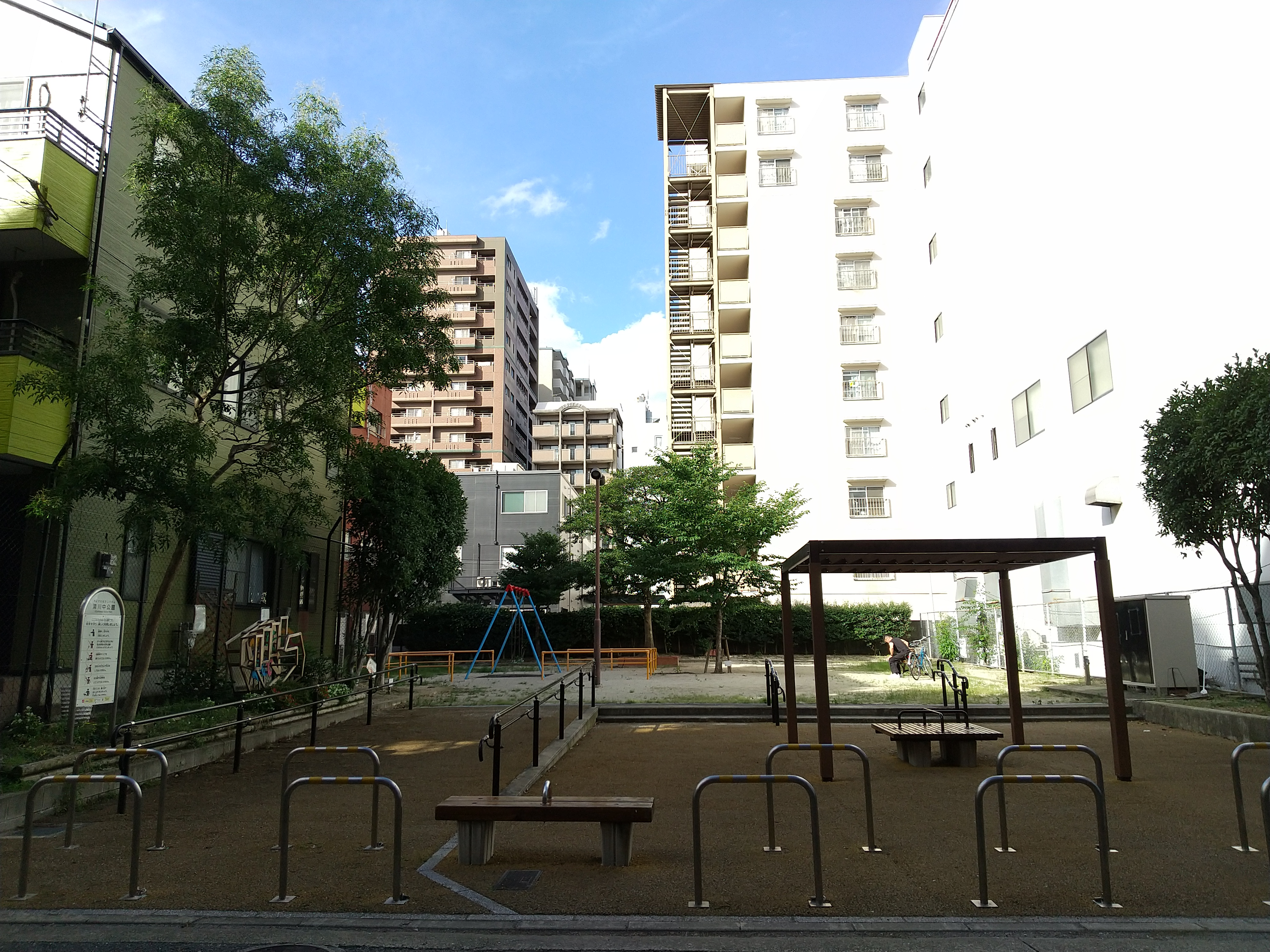
清川中公園
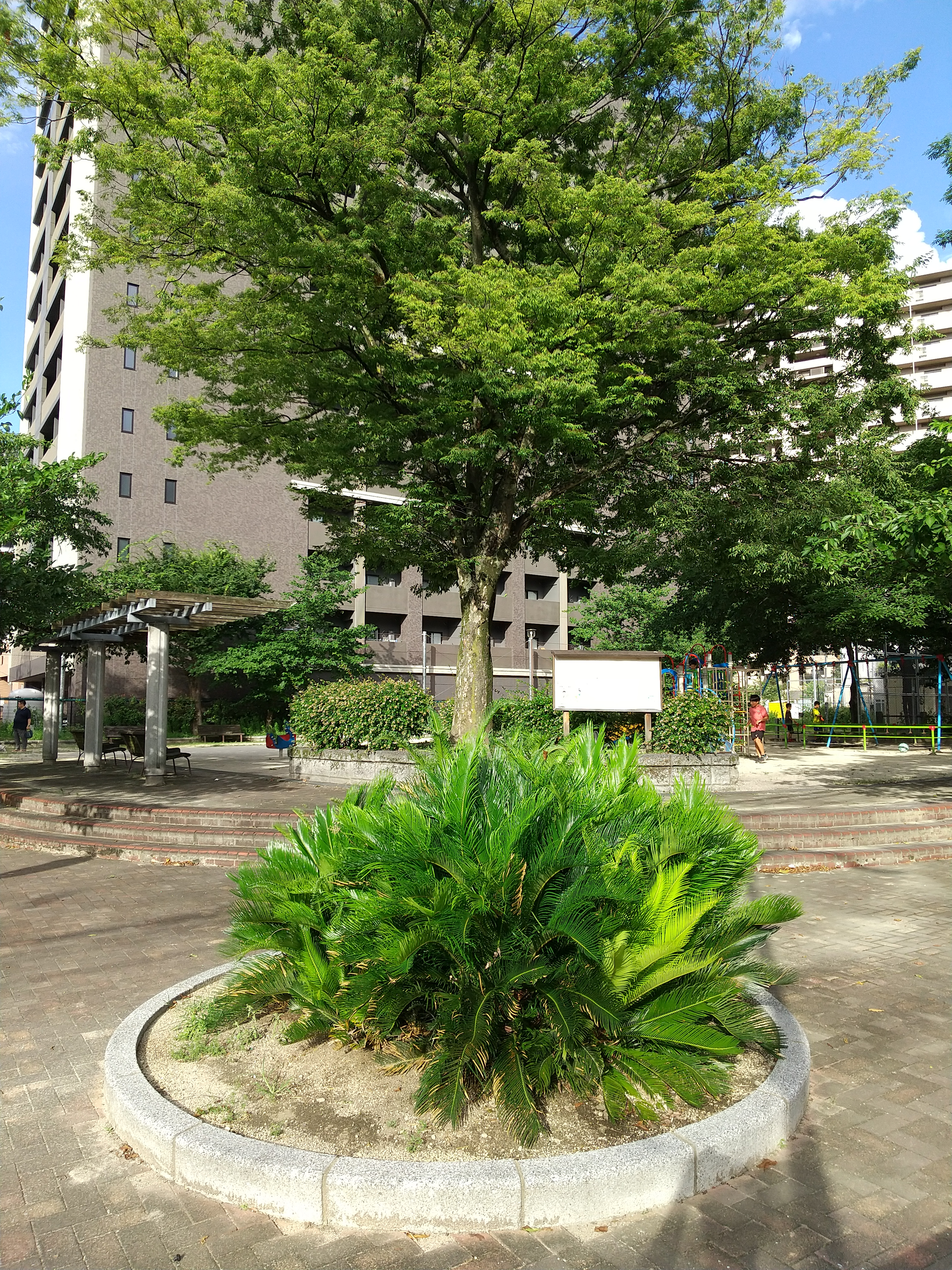
清川公園

### 商業施設
- 一丁目
  - サニー渡辺通店[23]
  - 清川サンロード商店街[注釈 7]

### 宿泊施設
- 一丁目
  - アパホテル福岡渡辺通駅前EXCELLENT[25]

### その他の施設
- 一丁目
  - エフエム福岡
- 二丁目
  - 福岡放送

施設の写真
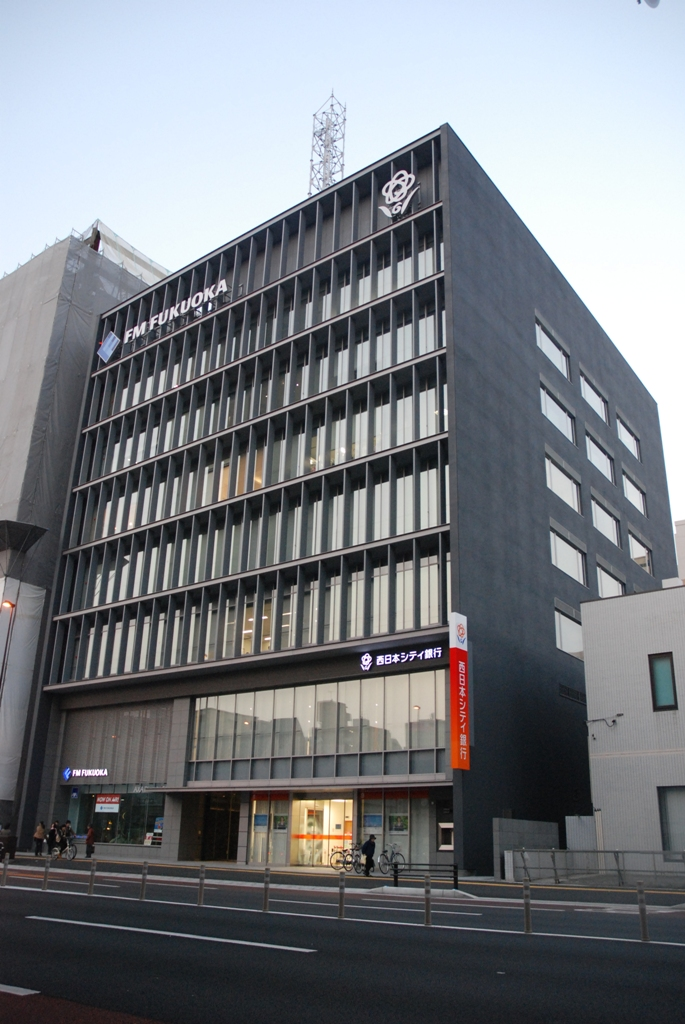
エフエム福岡社屋
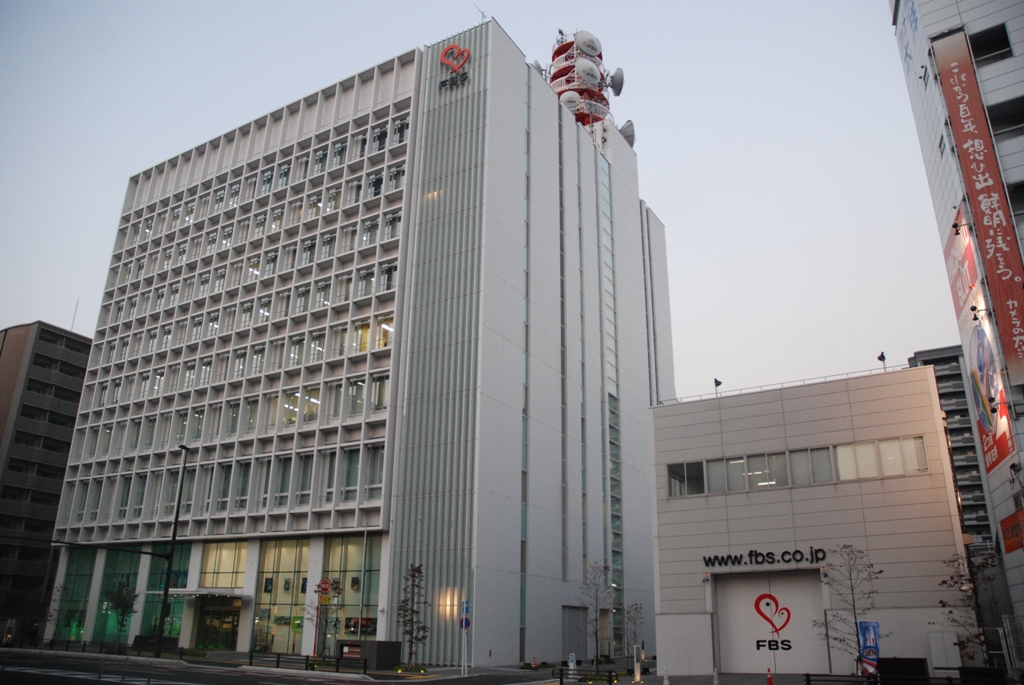
福岡放送社屋

### 学校
公立の小中学校は町内にはないが、校区については、小学校区、中学校区についてそれぞれ次の学校の校区に属する。

#### 公立の小学校
- 一丁目並びに二丁目1番から16番まで、19番、21番（1号から15号まで、26号から30号まで）並びに三丁目1番から5番まで、21番から24番まで及び28番から33番まで：福岡市立春吉小学校（所在地：810-0003中央区春吉一丁目17番38号）
- 二丁目17番、18番、20番、21番（16号から25号まで）及び22番並びに三丁目6番から20番まで及び25番から27番まで：福岡市立高宮小学校（所在地：810-0012中央区白金二丁目15番40号）

#### 公立の中学校
- 一丁目並びに二丁目1番から16番まで、19番、21番（1号から15号まで、26号から30号まで）、三丁目1番から5番まで、21番から24番まで及び28番から33番まで：福岡市立春吉中学校（所在地：815-0031南区清水四丁目21番50号）
- 二丁目17番、18番、20番、21番（16号から25号まで）及び22番並びに三丁目6番から20番まで及び25番から27番まで：福岡市立高宮中学校（所在地：815-0082南区大楠三丁目11番1号）

## 名所・旧跡
- 清川大黒天[注釈 8]